# 拉希德內
47°2′53″N 35°42′27″E / 47.04806°N 35.70750°E
拉希德內（烏克蘭語：Лагідне），2016年前名為基洛韋（烏克蘭語：Кірове），是位於烏克蘭東南部的村莊，由扎波羅熱州波洛希區的莫洛昌斯克市鎮負責管轄。該村處於尤尚利河右岸，距離亞斯涅2.5公里，始建於1812年，面積0.67平方公里，海拔高度39米，2001年人口883。